# Hydrologické pořadí
Hydrologické pořadí nebo též hydrologické číslo je identifikace jednotlivých vodních toků podle příslušností k povodím. 

## Hydrologické pořadí některých zemí
- Hydrologické pořadí v Česku: hlavní povodí: Labe – 1, Odra – 2, Dunaj – 4
- Hydrologické pořadí v Litvě: hlavní povodí: Němen – 1, menší přítoky Baltského moře – 2, Venta – 3, Lielupe – 4, Daugava – 5, Pregola – 6;
  - Dílčí povodí v Litvě: menší přítoky Němenu – 10, Merkys – 11, Neris – 12, Nevėžis – 13, Dubysa – 14, Šešupė – 15, Jūra – 16, Minija – 17, menší přítoky Lielupe – 40, Mūša – 41, Nemunėlis – 42
- Hydrologické pořadí v Německu:- hlavní povodí: Dunaj – 1, Rýn – 2, Emže – 3, Vezera – 4, Labe – 5, Odra – 6, malé řeky pobřeží – 9
- Hydrologické pořadí na Slovensku: hlavní povodí: Visla – 3, Dunaj –4
  - Dílčí povodí na Slovensku: Morava – 13 a 17, menší přítoky Dunaje – 20, Váh – 21, Hron – 23, Ipeľ – 24, Bodrog – 30, Slaná – 31, Hornád – 32, Bodva – 33, Dunajec a Poprad – 01